# 獨台
獨台，即獨立台灣，是海峽兩岸一種政治主張與意識型態，認為在1949年後，中華人民共和國已經從中華民國之中分離獨立出去，成為另一個主權國家，中華民國不再能控制中國大陸，只擁有台灣地區。這派主張中華民國應該承認現實統治領土只及於台灣地區，放棄國共內戰的思維，不再追求反攻大陸， 不追求由中華民國統一中國，也不追求與中華人民共和國統一。認同經由在台灣推動民主，積極爭取台灣人認同，以繼續保持獨立的政治現狀，不歸屬於中華人民共和國統治。在國際上，可與中華人民共和國分享中國代表權，可以與中華人民共和國建立对等的外交关系，可分別加入聯合國或分享聯合國席位，在國際上同時存在。
雖然它與「台獨派」一詞有重疊之處，差異點在於此思想的支持者並不堅持以「臺灣國」或「臺灣共和國」之類的稱呼做為國號，不堅持與中華民國體制完全切斷，認同將中華民國台灣化，可經由民主程序來決定國號。因為主要推動者與支持者主要出身台灣外省族群，學者陳儀深曾稱為「外省菁英的台獨運動」。在這個路線中，認同臺灣繼續以「中華民國」做為國號之在台流派，有時被傳統獨派稱為「華獨」。
這個意識型態仍常被中華人民共和國與某些激進統派視為臺灣獨立運動的派別之一，是一種台獨與分離主義，形容为“实质台独”、“中華民國獨立”、“國獨”、“柔性台独”:6、“B型台獨”等。

## 概論
從兩國論觀點來說，一般上認為中华人民共和国（中國大陸）與中華民國（臺灣）是兩個獨立的國家。
「獨台」從字面上的意思，是指台灣是個主權獨立的國家，這個主權不擴及中國大陸。認同獨台思想的人認為，在1949年中華人民共和國建國後，中國大陸從中華民國分裂出去，成為一個獨立的主權國家。
該論點認為；中華民國領土在1955年後，僅剩下台澎金馬以及南海部分島嶼，1971年中華人民共和國取得中華民國在聯合國的「中國」席次後，中華民國不能再代表中國整體，台灣人民應該形成台灣等同中華民國的共識，在台灣建立中華民國的第二共和。
中华人民共和国作者王英津指，这一概念由台湾社会创制，中国大陆引入并使用。是“特定历史条件下的产物”，在1990年代“反映了当时台湾内部不同政治力量对两岸关系的看法和态度。”:6

## 歷史
獨台思想起源自1950年代，因美國推動兩個中國與雙重代表權等方案，希望中華民國與中華人民共和國能在國際社會中共存，但因受到中華民國與中華人民共和國雙邊同時反對而難以推展。這個方案在中華民國內部獲得部份外交官僚如蔣廷黻、葉公超、楊西崑等人支持，他們希望時任中華民國總統蔣中正尊重中華人民共和國的獨立現實，放棄一個中國、反攻大陸的政策。此外，如雷震、殷海光等國民黨員，在台灣推動民主運動，希望能爭取台灣人的認同，共同在台灣建立起一個民主國家。這些思潮在當時國民黨與外省人族群中，屬於少數派，受到中央當局的壓制。
在蔣經國總統任內，改採三民主義統一中國的方針，不再強調反攻大陸，主張建設台灣，在將來和平統一。
在李登輝總統任內，1991年通過《中華民國憲法增修條文》與《國統綱領》，提出一個中國，兩個政治實體，在政治上開始認為中華民國與中華人民共和國是兩個分離但平等的政治實體。

## 統派與中國大陸方面的觀點
張亞中等統派學者認為，在2012年後，獨台已經慢慢成為台灣內部的共識。他們認為馬英九採取「不統、不獨、不武」政策，不推行中國統一，是一種獨台主張。中國大陸方面認為，包括主张“一个中国、两个对等政治实体”或“阶段性两个中国”，坚持中华民国法统，声称“中华民国在台湾是一个主权独立的国家”；对内通过修宪、直接民选总统、废除台湾省建制、实行单一国会等手法，凸显台湾的主权和国家形态，对外在国际上进行“务实外交”活动，谋求“双重承认”、“重返联合国”，企图使台湾获得独立的、完整的国际人格，成为与中國大陸平起平坐、并受国际承认的对等政治实体，从而使两岸的暂时分离状态固定化、“合法化”、永久化。